# Maurice Nilès
Maurice Nilès, ps. Robert (ur. 12 sierpnia 1919 w Paryżu, zm. 5 grudnia 2001 w Bobigny) – francuski polityk, uczestnik ruchu oporu podczas II wojny światowej.

## Życiorys
Przed wojną był zwykłym robotnikiem. Zmobilizowany w 1939, został wzięty do niewoli w czasie agresji hitlerowskiej na Francję, zdołał jednak uciec z obozu jenieckiego. Wstąpił do ruchu oporu natychmiast po zawiązaniu się pierwszych jego komórek i już w 1941 został ponownie zatrzymany. Udało mu się zbiec i wstąpić do oddziału maquis. Uczestniczył w wyzwoleniu Bordeaux jako komendant oddziału partyzanckiego.
Po wojnie wrócił do Paryża i został wybrany merem Drancy, które to stanowisko piastował, z ramienia PCF, siedem razy z rzędu, od 1959 do 1997, kiedy oddał władzę w ręce Jeana-Claude’a Gayssota. Równolegle zasiadał w Zgromadzeniu Narodowym jako deputowany departamentu Sekwana-Saint-Denis 1986.
Jego żoną była Odette Lecland, także była uczestniczka ruchu oporu, odznaczona Legią Honorową.

## Odznaczenia
- Oficer Legii Honorowej (Francja)
- Oficer Narodowego Orderu Zasługi (Ordre National du Mérite, Francja)
- Krzyż Wojenny 1939–1945 (Croix de Guerre, Francja)
- Medal Ruchu Oporu (Médaille de la Résistance, Francja)
- Medaille du combat volontaire de la Résistance
- Croix du combattant
- Medaille de la déportation et de l'internement pour fait de résistance
- Médaille de la déportation et de l'internement